# Tobias Weller (Historiker)
Tobias Weller (* 1969) ist ein deutscher Historiker und Mediävist, der an der Rheinischen Friedrich-Wilhelms-Universität in Bonn tätig ist.

## Werdegang
Weller promovierte 2001/02 an der Rheinischen Friedrich-Wilhelms-Universität in Bonn mit einer fast 1000-seitigen Dissertation zur Heiratspolitik des deutschen Hochadels im 12. Jahrhundert. 2013 war er als Organisator bei der Tagung des Zentrums für Mittelalterstudien der Otto-Friedrich-Universität Bamberg tätig, der Tagungsband Der König als Krieger erschien 2015.
Heute ist er als wissenschaftlicher Mitarbeiter bei der Abteilung für historische Grundwissenschaften und Archivkunde, Lehrstuhl von Andrea Stieldorf in Bonn tätig.
Seine Dissertation wurde von Bernd Schütte bei H-Soz-Kult 2006 sehr lobend rezensiert. Schütte formuliert abschließend: „Der klare Aufbau, die klare Sprache und Gedankenführung, der ausführliche, ausgesprochen lobenswerte Quellenbezug, die Dichte des dargebotenen Stoffes und nicht zuletzt das ausführliche und zuverlässige Personenregister (S. 940–975) werden zweifelsohne dazu führen, dass diese Dissertation in den Rang eines zitierpflichtigen Standardwerks aufsteigt.“ Im Jahr 2007 erhielt er den Karl-Arnold-Preis.

## Werke
- Die Heiratspolitik des deutschen Hochadels im 12. Jahrhundert. Köln, Weimar, Wien: Böhlau 2004 (= Rheinisches Archiv 149). ISBN 3-412-11104-X
- Der König als Krieger. Zum Verhältnis von Königtum und Krieg im Mittelalter. Beiträge der Tagung des Zentrums für Mittelalterstudien der Otto-Friedrich-Universität Bamberg (13.–15. März 2013). Hrsg. von Martin Clauss, Andrea Stieldorf und Tobias Weller. Bamberg: University of Bamberg Press 2015.